# Tom Beugelsdijk
Tom Beugelsdijk, né le 7 août 1990 à La Haye, est un footballeur néerlandais. Il évolue au poste de défenseur central avec le club d'ADO La Haye.